# یهودی در میان خارها

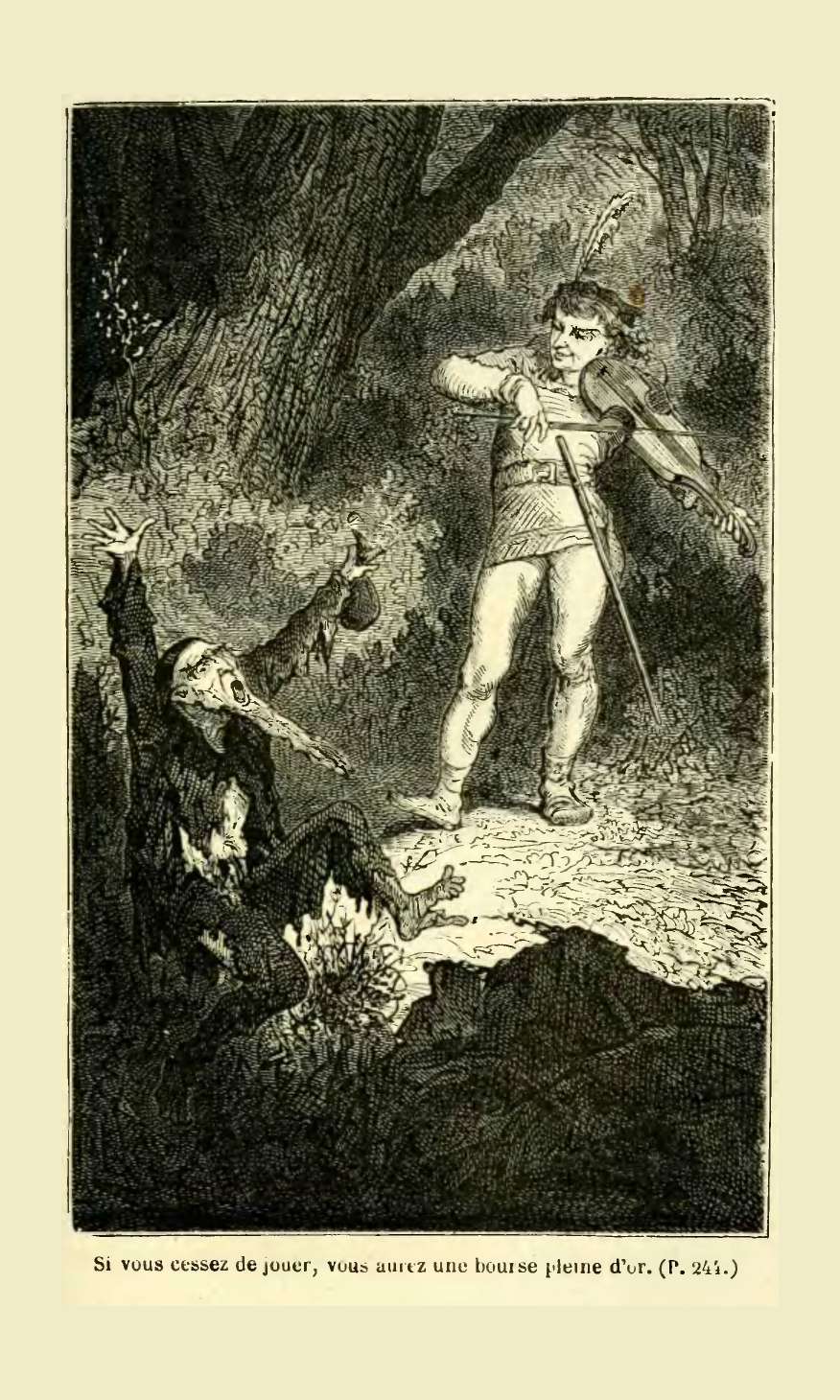
تصویر توسط فردریک بودری، 1855

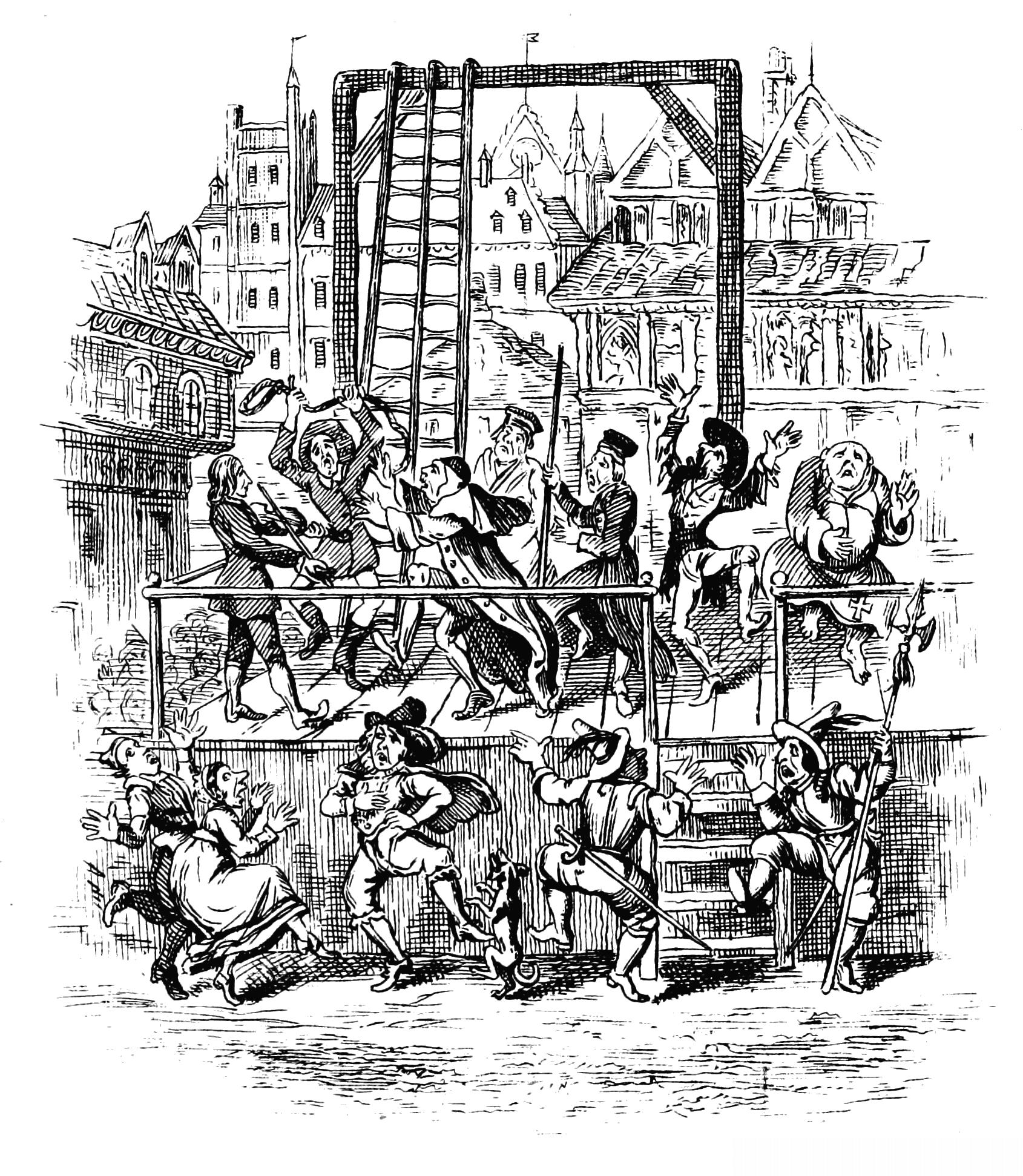
تصویرنگاری ۱۸۷۶

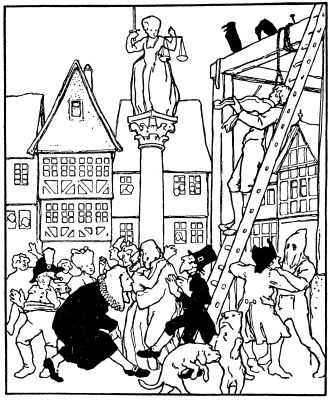
تصویرنگاری ۱۹۰۹

یهودی در میان خارها (آلمانی: Der Jude im Dorn) یکی از افسانه‌های گردآوری‌شده توسط برادران گریم است که در نسخهٔ دوم «افسانه‌های کودکان و خانواده» در سال ۱۸۱۵ با شمارهٔ ۱۱۰ (KHM 110) منتشر شد. این داستان به گروه افسانه‌های ATU ۵۹۲ با نام «رقص در خارزار» تعلق دارد. داستان حاوی عناصری از طنز تلخ، عدالت شعری، و در عین حال محتوایی یهودستیزانه است که طی سال‌ها موضوع نقدهای فراوانی قرار گرفته است.

## خلاصه داستان
روستازاده‌ای جوان و درستکار سه سال نزد اربابی ثروتمند خدمت می‌کند، اما به‌جای دستمزد، تنها سه «فننیگ» (واحد پول خُرد) دریافت می‌کند. با خوشنودی از این پاداش اندک، راهی سفر می‌شود و در راه با کوتوله‌ای نیازمند روبه‌رو می‌گردد. جوان با مهربانی تمام پولش را به کوتوله می‌دهد، و در پاسخ، سه آرزو دریافت می‌کند:
یک تفنگ که همیشه به هدف می‌خورد؛
یک ویولن جادویی که هر کس صدایش را بشنود، مجبور به رقصیدن شود؛
و قدرت اینکه هیچ‌کس نتواند خواسته‌هایش را رد کند.
در ادامه، مرد جوان به یهودی سالخورده‌ای برمی‌خورد که با شگفتی به آواز پرنده‌ای در بالای درخت گوش می‌دهد. یهودی آرزو می‌کند که آن پرنده را داشته باشد. جوان پرنده را با تفنگش می‌زند، اما پرنده در میان خارزار می‌افتد. هنگامی که یهودی وارد خارزار می‌شود تا پرنده را بردارد، جوان شروع به نواختن ویولن می‌کند. یهودی بی‌اختیار به رقص درمی‌آید و در حین رقصیدن میان خارها، لباسش پاره می‌شود، ریشش کشیده می‌شود و بدنش زخم می‌بیند. با التماس، از جوان می‌خواهد که نواختن را متوقف کند.
در نهایت، یهودی برای متوقف شدن موسیقی، مبلغ زیادی به جوان می‌دهد. سپس، نزد قاضی می‌رود و ادعا می‌کند که جوان پول او را دزدیده است. قاضی، جوان را دستگیر می‌کند و حکم اعدام او را صادر می‌کند. جوان در آخرین درخواستش، می‌خواهد یک بار دیگر ویولن بنوازد. باوجود اعتراض یهودی، قاضی موافقت می‌کند. با نواخته شدن موسیقی، همهٔ حاضران از جمله قاضی و سربازان به رقص درمی‌آیند. جوان تهدید می‌کند که هیچ‌گاه دست از نواختن برنمی‌دارد مگر اینکه یهودی اعتراف کند که دروغ گفته. یهودی در نهایت اعتراف می‌کند که پول را دزدیده بوده و به جای جوان به دار آویخته می‌شود.

## منشأ داستان
قدیمی‌ترین نسخه‌های این داستان به قرن پانزدهم میلادی بازمی‌گردد. در نسخه‌های اولیه، شخصیت یهودی وجود نداشت، بلکه راهبی مسیحی جای او را گرفته بود. ایدهٔ «رقص در خارزار» ابتدا در کتاب‌های طنز و نمایش‌های قرون وسطی دیده شده است.
برادران گریم از چند منبع مختلف برای تدوین این داستان استفاده کردند:
- نمایش منظوم Historia von einem Bawrenknecht از آلبرشت دیتریش (۱۵۹۹)
- نمایشنامهٔ Fritz Dölla mit seiner gewünschten Geigen از یاکوب آیرر (۱۶۲۰)

و دو روایت شفاهی از هسن و خانوادهٔ فون هاکس‌هازن.

## تحلیل

### یهودستیزی در داستان
این داستان به دلیل شخصیت‌پردازی منفی یهودی و کلیشه‌هایی چون حریص‌بودن، دروغ‌گویی، و مظلوم‌نمایی، یکی از نمونه‌های برجستهٔ یهودستیزی در ادبیات فولکلور اروپایی شناخته می‌شود. تحلیل‌گران بر این باورند که یهودی در داستان به عنوان «اهرم شرارت» عمل می‌کند و به‌سادگی جایگزین راهب یا کلیشه‌ای دیگر از «دیگری» در نسخه‌های پیشین شده است.

### جایگاه داستان در آثار گریم
در نسخهٔ نهایی ۱۸۵۷ از افسانه‌های گریم، تنها سه داستان به‌وضوح دارای مضامین یهودستیزانه‌اند:
- یهودی در میان خارها (KHM 110)
- معاملهٔ خوب (KHM 7)
- و خورشید روشن آشکارش می‌کند (KHM 114)

همچنین، در مجموعهٔ «افسانه‌های آلمانی» آن‌ها (Deutsche Sagen)، داستان‌هایی چون «سنگ یهودیان» و «دختر کشته‌شده توسط یهودیان» وجود دارد که کلیشه‌های ضدیهودی مشابهی دارند.

### استفاده در تبلیغات نازی
در دوران آلمان نازی، این داستان‌ها، به‌ویژه نسخه‌های اصلاح‌نشده، به‌عنوان ابزارهای تبلیغاتی برای القای یهودستیزی به کودکان استفاده می‌شدند. پژوهشگرانی چون «لوئیس اسنایدر» نوشته‌اند که بسیاری از کتاب‌های نازی برای کودکان چیزی جز نسخه‌های بازنویسی‌شدهٔ افسانه‌های گریم نبودند.

## نقدهای مدرن
محققانی چون تئودور آدورنو و هانس-یورگ اوتر این داستان را به‌شدت نقد کرده‌اند و آن را بازتابی از پیش‌داوری‌های یهودستیزانهٔ رایج در قرن نوزدهم دانسته‌اند. برخی حتی تأکید کرده‌اند که ویلهلم گریم با بازنویسی‌های مکرر، به‌طور عامدانه ویژگی‌های منفی یهودی را تشدید کرده و چهره‌ای مثبت‌تر از خدمتکار مسیحی ترسیم کرده است.